# 面额

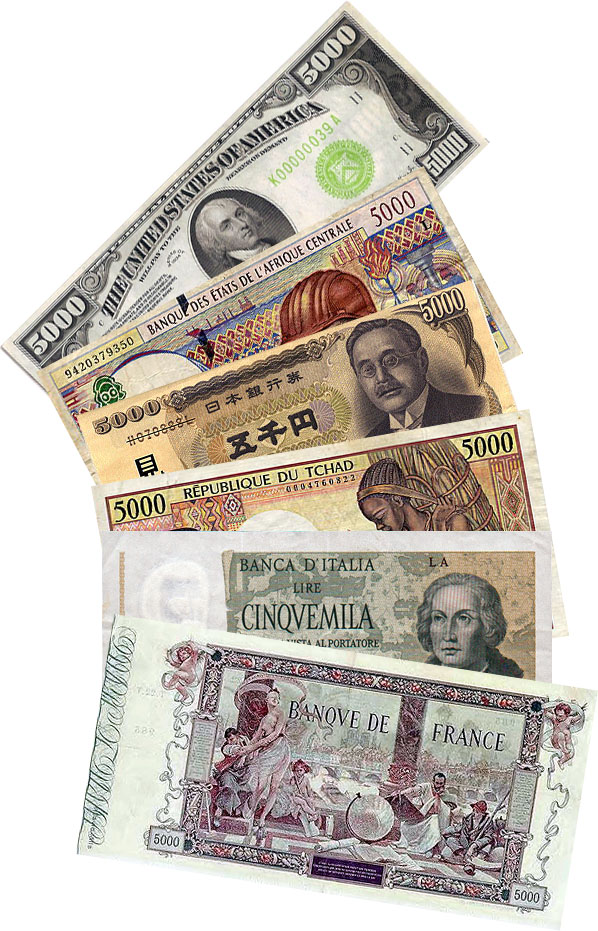
面额为5000的各国纸币，自上而下分别为美元、中非法郎、日元、中非法郎（乍得）、意大利里拉与法国法郎

面额是指对货币票面数额的描述，被印制在硬币、纸币这些流通货币上。优惠券、代金券等支付手段也会涉及“面额”一词。

## 國際上常見的貨幣基本單位
- 圓
- Dollar
- 鎊
- 披索
- 盧比

## 面额单位
通常，一种货币的面额有一个主单位，在其下有等同于主单位几分之一大小的亚单位作为辅币单位。在一些国家的货币系统中，面额的单位换算比较复杂，如前奥斯曼帝国的货币单位：1里亚尔（lira）=100库鲁（kuruş）=12000阿克切（akçe）。某些国家的辅币单位层级较多，如：1约旦第纳尔（dinar）=10迪拉姆（dirham）=100皮阿斯特（piastres）=1000菲尔（fils）。由于通货膨胀等因素影响，许多货币的原有面额单位已经失去意义，例如日圓，原先的亚单位——“钱”和“厘”——均在1953年被废除。有些货币的辅币单位反而会比主位币大，比如在1893年，1韩圓（won）=5朝鲜两（yang，当时韩国货币的主单位）；1伊朗土曼（toman）=10里亚尔。原奥斯曼帝国的里亚尔和库鲁在成为主位币单位之前，也是大于当时货币主单位的辅币单位。

## 单位进制
在大多数地区，货币面额单位之间的换算多以十进制计。非十进制计算的货币单位换算目前较少存在，但其在日常流通过程中却有着自身的优势，比如：1南德意志盾 = 60克魯澤，而数字60可以被2、3、4、5、6、10、12, 15、20和30整除，使得交易变得简单。在没有计算器而且缺少精准衡器的时代，非十进制的货币单位凭借自身优势得以存在。从理论上看，目前仅有毛里塔尼亚与马达加斯加两国存在非十进制的货币面额单位；但是实际上，这两种货币的价值都很低，换算后都不到美元的千分之一，其辅币很少在市面上流通。衣莱姆比郎甲实为结转货币。2005年，马达加斯加宣布停用马达加斯加法郎，每5个马达加斯加法郎兑换1阿里亚里，衣莱姆比郎便成为了马达加斯加法郎的替代者。除此之外，较晚废除非十进制货币单位的国家还有英国（1971年）、爱尔兰（1971年）、马耳他（1972年）、尼日利亚（1973年）等。

## 命名
许多货币面额单位都以重量单位来命名，常见的如镑、里拉、铢。因为在古时大多流通货币为贵金属，所以直接以重量作为计量单位。另一种命名方式是用政治实体名称的衍生词作为单位名称，典型的例子有阿富汗的阿富汗尼（afghani）和欧盟所推行的欧元（euro）。此外，还有直接以铸造硬币的金属名称来命名的，比如波兰兹罗提（złoty，波兰语中意为“黄金”）、越南盾（Đồng，越南语中意为“铜”）。